# Ochraethes picticornis
Ochraethes picticornis är en skalbaggsart som beskrevs av Bates 1880. Ochraethes picticornis ingår i släktet Ochraethes och familjen långhorningar.
Artens utbredningsområde är Guatemala. Inga underarter finns listade i Catalogue of Life.